# Langleydale and Shotton
Langleydale and Shotton – civil parish w Anglii, w hrabstwie Durham. W 2001 civil parish liczyła 64 mieszkańców.